# Переднепомеранские лагуны (национальный парк)
Национальный парк Переднепомеранские лагуны расположен на побережье лагун Балтийского моря в земле Мекленбург-Передняя Померания северо-восточнее Ростока. Он был основан 1 октября 1990 года в рамках программы национальных парков ГДР. Площадь парка составляет 805 км², это крупнейший национальный парк Мекленбурга-Передней Померании и третий по площади в Германии.

## Состав национального парка
Почти половину территории национального парка составляет открытое Балтийское море. Более четверти площади приходится на акваторию цепи лагун Дарс-Цингстер и Западнорюгенской цепи лагун. Таким образом, под охраной находится мелководье (в Балтийском море граница парка проведена по изобате 10 м)с богатой флорой и фауной. Биоразнообразию способствует различное содержание соли в разных частях Балтийского моря и лагун. В здешние бухты из Балтики регулярно заходит на нерест атлантическая сельдь.
Территория парка охватывает часть Дарса и полуострова Цингст, а также большую часть острова Хиддензе. Кроме того, в его состав входит узкая полоса суши на острове Рюген, соседствующая с лагунами. Сухопутная часть парка покрыта сосновыми и дубовыми лесами. Незаселенные территории представлены береговыми болотами.

## Задачи национального парка
Важной задачей национального парка Переднепомеранские лагуны является сохранение естественной динамики ландшафтов, например постоянного изменения берегов. Здесь отмечается большой грунта на клифе и территория охваченная абразией постоянно растет, например в районе Дарсера и полуострова Бессин (на Хиддензе).
Национальный парк Переднепомеранские лагуны является важным объектом туризма в земле Мекленбург-Передняя Померания. Он известен как место осеннего отдыха летящих на юг журавлей.

## Ветровые ватты
На территории национального парка находятся ватты. Но в отличие от ваттов Северного моря, их существование не связано с приливно-отливными явлениями на мелководье. Колебания уровня воды здесь связаны с действием ветра, в экстремальных случаях они могут достигать нескольких метров. Осенью эти ветровые ватты являются источником разнообразной пищи для перелетных птиц. Для журавлей, пересекающих во время перелета Переднепомеранские лагуны, они являются одним из самых важных мест отдыха в Западной Европе.

## Животный мир
На территорию парка регулярно заходят длинномордые тюлени, но они здесь не размножаются. Также можно наблюдать обыкновенного тюленя. Кроме того, отмечаются эпизодические заходы морской свиньи. В парке обитает выдра.
В сухопутной части парка живут косуля, кабан, благородный олень, а на территории Цингста встречается ещё и лань. На Хиддензе живёт небольшая популяция муфлонов. Кроме этого здесь обитают различные мелкие млекопитающие, например мышь-малютка. Также можно наблюдать различные виды летучих мышей, такие как лесной нетопырь, нетопырь-карлик и вечерницы.
Лагуны являются важным местом зимовки перелетных птиц, а также местом гнездования для многих видов. Всего на территории национального парка гнездится 163 вида птиц, 67 из которых внесены в Красный список Германии (аналог российской Красной книги). Парк является местом притяжения больших стай серых журавлей численностью до 60000 особей, которые останавливаются здесь в период между сентябрем и ноябрем.
В лагунах обитает 48 видов рыб. Часто встречаются лещ, плотва, речной угорь, трёхиглая колюшка и девятииглая колюшка, речной окунь, судак и щука.

## Проблемы и недостатки национального парка
В национальном парке существует проблема загрязнения вод. Она связана с интенсивным ведением сельского хозяйства на окружающих национальный парк полях. При чрезмерном внесении удобрений, их избыток попадает на его территорию.
Из-за поступления удобрений с полей меняется подводная растительность. Многочисленные виды харовых водорослей, ранее широко распространенные, полностью исчезли или сильно уменьшили численность. На территории парка больше не наблюдается скопа, что связано с уменьшением прозрачности воды в лагунах. Из-за него скопа не может охотиться на рыбу и остается без пропитания.
Ещё одной проблемой является интенсивное туристическое использование части вод и земель национального парка, а также охотничье использование его территории.